# 江南街道 (永康市)
江南街道是中国浙江省永康市所辖的一个街道办事处，位于永康城区西南部，北临永康江。2001年7月22日设立。与东城街道、江南街道、石柱镇、前仓镇以及武义县、缙云县相邻。2010年，东城街道下辖46个行政村，5个社区，5个经济合作社，总面积约74.5平方公里，总人口66585人。

## 行政区划
江南街道下辖以下地区：
金胜社区、丽丰社区、南苑社区、西津桥社区、下园社区、麻车头村、溪口村、双锦村、下楼村、西翁村、小章店村、大溪塘村、老鸦堰村、下皇渡村、上皇渡村、西徐村、上把赵村、石溪村、青塘村、傅店村、栗园村、马竹岭村、湖西村、溪心村、东村、园周村、山后卢村、大塘沿村、西周村、白垤里村、周元村、永利村、南山村、勤丰村、上处村、下处村、刘家村、马岭下村、朱岭脚村、上范村、下山门村、上山门村、永青西卢村、仁村、黄塘山村、白雁口村、里龙溪村、水坑下村、拱瑞下村、大兰村和平田村。

## 交通
- 金温铁路：永康南站